# Robert Schramm (Volleyballspieler)
Robert Schramm (* 16. Dezember 1989 in Bad Saarow-Pieskow) ist ein deutscher Volleyballspieler.

## Karriere
Nachdem sich Schramm in jungen Jahren im Fußball versuchte, fand er, unterstützt von seiner Mutter, schnell zum Volleyball. So spielte er von 2003 bis 2006 in seiner Heimatstadt für den VC Storkow. Als er von 2006 bis 2009 in einer Berliner Sportschule (Coubertin-Gymnasium) sein Abitur machte, spielte er zwei Jahre für den Berliner TSC und wechselte dann zum TKC Wriezen in die Regionalliga. 2009 ging Schramm mit einem Stipendium in die USA, wo er für das Team der Warner University aus Lake Wales (Polk County, Florida) auflief. Dort belegte er 2012 und 2013 mit seinem Team den dritten Platz bei den National Championships. Im ersten Jahr gewann er mit seiner Mannschaft die Premier League in den USA. Außerdem war er mit dem Auswahlteam Floridas beim Men’s-Open-Turnier erfolgreich. Schramm wurde zum Spieler des Jahres 2013 in der National Division gewählt. Anschließend kehrte er zurück nach Deutschland und wurde vom Bundesligisten VC Dresden als Mittelblocker verpflichtet. 2014 wechselte Schramm zum Ligakonkurrenten TV Bühl. Nach einer Saison bei den Netzhoppers Königs Wusterhausen spielt Schramm seit 2017 beim Zweitligisten TSV Giesen.

## Sonstiges
Schramms Mutter Monika ist ebenfalls Volleyballspielerin und spielt schon seit vielen Jahren beim VC Storkow sowie bei der SpVgg Storkow-Lindenberg. 